# Sebastián Retamal Cruzes
Sebastián Retamal Cruzes (Morón de la Frontera, provincia de Sevilla, 25 de abril de 1936) es un periodista, columnista y político socialista español.

## Biografía
Fue hijo de Jerónimo Retamal, dirigente anarquista de la zona, y de Dolores Cruzes, su mujer. A los diecisiete años, abandonó su pueblo para ingresar en la Universidad de Sevilla, estudiando Periodismo, y entrando en la cadena SER de la capital hispalense.
Obligado a abandonar la ciudad por la censura franquista tras hacer pública la apropiación de los fondos municipales por parte del alcalde de la ciudad, llega a Madrid donde conoce a su mujer, con la que se casa en la madrileña iglesia de San Sebastián en el año 1964. Durante este período trabaja en la Monumental de las Ventas como representante y gestor. 
Al comenzar la Transición, tras la muerte de Franco, está secretamente afiliado al PSOE. Es, en ese momento, junto a otros compañeros, director de la facción madrileña de dicho partido.
Actualmente, retirado de la vida pública, Sebastiñán se dedica a la elaboración de sus Memorias, mientras participa de la vida pública de Cercedilla o el Puerto de Santa María.

## Obra
- 1979 Ensayo sobre la Leyenda del Gallo de Morón
- 1993 Morón: Historia de una Pasión
- 2008 Mis nietos y yo: La vida de un hombre retirado

- Datos: Q6122980